# حشيشة الأفعى
السينيكا (بالإنجليزية: Senega officinalis)‏
هو نوع من النباتات المزهرة التي تنتمي إلى عائلةالمغزرية(Polygalaceae) . يعود موطنها الأصلي إلى قارة أمريكا الشمالية، حيث توجد في جنوب كندا و في وسط و شرق الولايات المتحدة. تشمل أسمائها الشائعة ما يلي: جذر الأفعى سينيكا ، جذر الأفعى سينيكا ، جذر سينيكا ،  جذر الأفعى الجرسية ، والكتان الجبلي . إسم جنسها النباتي يكرم شعب السينيكا ، و هي مجموعة أمريكية أصلية استعانت بالنبات لعلاج لدغات الثعابين قديما. 

## الوصف
السينيكا هو عشبة  معمرة ذات سيقان متعددة قد يصل طولها إلى 50 سم. عادة ما تكون السيقان غير متفرعة، لكن بعض  النباتات  القديمة يمكن أن يكون لها سيقان متفرعة. يمكن أن يحتوي النبات الناضج على ما يصل إلى 70 ساقًا تنمو من أصل خشبي صلب ينتشر أفقيًا. يتم ترتيب الأوراق على شكل حربة بالتناوب. الأوراق السفلية متقلصة و تشبه الدرج. الإزهار عبارة عن سنبلة من الزهور المستديرة ذات اللون الأبيض أو الأخضر. الثمرة عبارة عن كبسولة تحتوي على حبتين مشعرتين ذات لون أسود. الجذر ملتوي و له رائحة تشبه إلى حد ما نبات ونترغرين و طعم لاذع جدًا. تملك العشبة نوعان الأشكال الجذرية المتعددة؛ شكل شمالي له جذوركبيرة جدا بنية داكنة و أحيانًا أرجوانية  باتجاه الأعلى، قد يصل طولها إلى 15 سم وعرضها 1.2 سم وهي تنمو خاصة في مينيسوتا الكندية. و الشكل الجنوبي الموجود في جنوب شرق الولايات المتحدة له جذور أصغر حجمًا ذات لون بني أصفر .
ينمو النبات عادة في البراري و في الغابات و الشواطئ الرطبة و موائل ضفة النهر. كما ينمو في بيئات التربة الرقيقة والصخرية و الجيرية و حتى في الموائل المضطربة، مثل جوانب الطرق.

## الاستعمالات الطبية
كان لهذا النبات العديد من الاستخدامات بين سكان الأمريكيين الأصليين. استخدمته قبيلة الشروكي كمقشع و مدر للبول، و لعلاج الالتهابات بما في ذلك التهاب الحنجرة، و نزلات البرد الشائعة. إضافة إلى ذلك، استعانت قبائل الشيبيوا بجذر الأعشاب في تحضير المستحضرات لعلاج التشنجات و الجروح النازفة. أما شعوب الكري فلجأت لمضغ الجذر لعلاج التهاب الحلق و آلام الأسنان. وفقًا لعالم النبات الكندي فرير ماري فيكتورين، و نظرا لتشباهه مع نبات ذيل الأفعى الجرسية، فقد تم استخدام جذر السينيكا لعلاج لدغات الثعابين.
في القرن الثامن عشر، تم تصدير الجذر إلى  أوروبا و بيعه على نطاق واسع من قبل الصيادلة حتى القرن التاسع عشر. منذ ذلك الوقت ، تم تسويقه كعلاج للالتهاب الرئوي. و لا يزال قيد الاستخدام كعلاج عشبي لنفس الغرض حتى الساعة. يتم طحنه و تحويله إلى أدوية حاصلة على براءة اختراع، و خاصة كعلاجات لمشاكل الجهاز التنفسي. حيث يضاف إلى شراب السعال و الشاي و الأقراص و الغرغرة. إنه سام إذا تم الإفراط في استخدامه بكميات كبيرة، و تسبب الجرعة الزائدة منه أعراضًا مثل: الإسهال و القيء . كما يسبب الجذر المسحوق من العشبة العطس.

## الاستعمالات التجارية
للجذر قيمة اقتصادية، لذلك يُزرع على نطاق كبير في مختلف أنحاء العالم، خاصة في اليابان و الهند و البرازيل. و حتى ستينيات القرن العشرين، كانت كندا  أكبر مُصدر للمنتج، الذي كان يتم حصاد جذوره من البرية في كل من ساسكاتشوان و مانيتوبا. حاليا، يتم تزويد ثلاثة أرباع إمدادات العالم من البرية أيضا خاصة من منطقة إنترليك في مانيتوبا. يوفر السكان الأصليون معظم العمالة، حيث يزرعون الجذور و يبيعونها لشركات الأدوية.
يعد الإفراط في استغلال النبات  الأصلي أمرا مثيرا للقلق في بعض المناطق. حيث أنه في عام 1931، صدرت كندا حوالي 781000 رطل من جذر السينيكا الجاف، وهو ما يعادل 2 مليون رطل من النبات الطازج. حاليا، الاحصائيات تأكد أنه يتم حصاد حوالي 100000 رطل من النبات الطازج  سنويًا من البرية في كندا. لأن، العلاجات العشبية أصبحت شائعة مرة أخرى، فالطلب على العشبة يتزايد بنسبة 5٪ سنويًا. تعد أوروبا و اليابان و الولايات المتحدة أكبر مستوردي المنتج الكندي، اعتبارًا من منتصف التسعينيات.
شعب الكري و الميتيس هم جامعو النبات البري الرئيسيون. و يقال إنهم كسبوا 3.50 دولارًا أمريكيًا للرطل من الجذر الجاف في عام 1993، و ما يصل إلى 7.00 دولارات أمريكية للرطل في عام 1998. و أشار تقرير حكومي إلى أن السعر كان 6.50-8.00 دولارًا أمريكيًا في عام 1995. و بلغ سعر الجذر الجاف 28000 دولار كندي للطن في عام 1997. وفي عام 1999، كانت إحدى الشركات تبيع مسحوق العشبة بكميات كبيرة مقابل 18 دولارًا أمريكيًا للرطل.

## روابط خارجية
- بوليجالا سينيجا . نباتات وزارة الزراعة الأمريكية.